# Le Voleur du Roi
Pour plus de détails, voir Fiche technique et Distribution.
Le Voleur du Roi (The King's Thief) est un film américain de Robert Z. Leonard et Hugo Fregonese, sorti en 1955.

## Synopsis
Favori du roi Charles II, le duc de Brampton élimine les riches seigneurs du royaume, les uns après les autres, afin de s'emparer de leurs fortunes. Mais le petit livre noir dans lequel il rédige ses forfaits tombe entre les mains de Michael Dermott, un ancien officier devenu hors-la-loi.

## Fiche technique
- Titre original : The King's Thief
- Titre français : Le Voleur du Roi
- Réalisation : Robert Z. Leonard, Hugo Fregonese
- Scénario : Christopher Knopf, d'après une histoire de Robert Hardy Andrews
- Musique : Miklós Rózsa
- Direction artistique : Malcolm Brown, Cedric Gibbons
- Décors : Richard Pefferle, Edwin B. Willis
- Costumes : Walter Plunkett
- Photographie : Robert Planck
- Son : James Brock
- Montage : John McSweeney Jr.
- Producteur : Edwin H. Knopf
- Société de production et distribution : Metro-Goldwyn-Mayer
- Pays de production :  États-Unis
- Langue d'origine : anglais américain
- Format : couleur (Eastmancolor) — 35 mm — 2,55:1 (Cinémascope) — son stéréophonique
- Genre : Aventure, Film de cape et d'épée
- Durée : 78 minutes
- Dates de sortie :
  - États-Unis : 5 août 1955
  - France : 9 décembre 1960

## Distribution
- Ann Blyth (VF : Nelly Benedetti) : Lady Mary
- Edmund Purdom (VF : Gabriel Cattand) : Michael Dermott
- David Niven (VF : Roland Ménard) : James, duc de Brampton
- George Sanders (VF : Gérard Férat) : le roi Charles II
- Roger Moore (VF : Claude D'Yd) : Jack
- John Dehner (VF : Michel Gudin) : le capitaine Herrick
- Sean McClory (VF : Jacques Deschamps) : Sheldon
- Tudor Owen : Simon
- Melville Cooper (VF : Roger Carel) : Henry Winch
- Alan Mowbray (VF : Jean Berton) : Sir Gilbert Talbot
- Rhys Williams : Turnkey
- Joan Elan : Charity Fell
- Charles Davis (VF : Albert Augier) : l'apothicaire
- Ashley Cowan (VF : Philippe Mareuil) : Skene
- Ian Wolfe (VF : Lucien Bryonne) : M. Fell
- Lillian Kemble-Cooper : Mme Fell
- Paul Cavanagh (VF : Jean-Henri Chambois) : Sir Edward
- Isobel Elsom (VF : Lita Recio) : Mme Bennett
- Queenie Leonard (VF : Hélène Tossy) : la femme de l'apothicaire
- Peter Hansen : Isaac Newton
- Gilchrist Stuart : un employé

## Production
Selon le magazine Hollywood Reporter[source insuffisante], Hugo Fregonese était le réalisateur prévu à l'origine pour ce film, mais le tournage est interrompu après onze jours quand Fregonese tombe malade. La MGM fait alors appel à Robert Z. Leonard, qui venait de prendre sa retraite, pour prendre la relève. Ce fut d'ailleurs le dernier film de Leonard pour le studio, après 31 ans de collaboration. 